# Saison 2 de How I Met Your Mother
Chronologie
Saison 1 Saison 3
Cet article présente les épisodes de la deuxième saison de la série télévisée How I Met Your Mother.

## Distribution

### Personnages principaux
- Josh Radnor (VF : Xavier Béja) : Ted Mosby
- Jason Segel (VF : Didier Cherbuy) : Marshall Eriksen
- Alyson Hannigan (VF : Virginie Ledieu) : Lily Aldrin
- Neil Patrick Harris (VF : François Pacôme) : Barney Stinson
- Cobie Smulders (VF : Valérie Nosrée) : Robin Scherbatsky
- Bob Saget (VF : Jean-Claude Montalban) : Ted Mosby âgé, narrateur (non crédité)
- Lyndsy Fonseca (VF : Chloé Berthier) : fille de Ted
- David Henrie (VF : Olivier Podesta) : fils de Ted

### Personnages récurrents
- Wayne Brady (VF : Christophe Peyroux) : James Stinson
- Joe Manganiello (VF : Benoît Du Pac) : Brad Morris

### Personnages secondaires dans la saison
- Cristine Rose (VF : Marie Lenoir) : Virginia Mosby
- Michael Gross (VF : Jean-Luc Kayser) : Alfred Mosby
- Joe Nieves (VF : Vincent Barazzoni) : Carl
- Bryan Cranston (VF : Jean-Louis Faure) : Hammond Druthers
- Jane Seymour (VF : Evelyne Séléna) : Professeur Lewis
- K Callan (VF : Annick Alane) : Grand-mère Loïs
- Meagan Fay (VF : Blanche Ravalec) : Janice Aldrin
- Bob Barker (VF : Michel Ruhl) : Lui-même
- David Burtka (VF : Anatole de Bodinat) : Scooter

## Résumé de la saison
On peut découper les évènements de cette deuxième saison dans les trois parties suivantes.
- Première partie : La séparation d'un couple inséparable (épisodes 1 à 7) :

La saison commence avec un résumé rapide de l'été 2006. Lors du premier épisode, les enfants de Ted apparaissent de nouveau à l'écran mais leur contribution tout au long de l'année reste limitée.
Après le départ de Lily pour San Francisco, Marshall est effondré. Il a perdu tout goût à la vie et passe ses journées affalé sur le canapé ou dans son lit. Bien décidé à « former » ce nouveau célibataire, Barney lui propose de l'accompagner lors de différents rendez-vous plus ou moins prometteurs, mais le dragueur de service finit toujours par séduire lui-même la fille qu'il avait initialement prévue pour son malheureux ami. Plus tard, on apprend que Barney agit ainsi pour sauver le couple de Marshall, il se déplace même personnellement à San Francisco pour inciter Lily à rentrer.
La jeune femme finit en effet par revenir à New York. Même si elle refuse d'abord de l'admettre, son été fut désastreux, elle ne s'est pas imposée comme artiste et Marshall lui manque terriblement. Dans un premier temps, son ancien fiancé refuse cependant de se remettre avec elle et Lily doit alors emménager dans un petit appartement peu confortable avec d'assez bruyants voisins lituaniens. Au comble du désespoir, elle doit même emménager quelque temps chez Barney qui n'est pas ravi de cette intrusion féminine dans son « temple » de célibataire. Finalement, Marshall arrive à avoir un rendez-vous prometteur avec une jeune femme qui éveille cependant la méfiance de Ted et Barney. C'en est trop pour Lily qui s'interpose et parvient sans grande peine à reconquérir son fiancé.
Pendant ce temps, Ted et Robin vivent leur premier été en amoureux. Malgré la présence un peu encombrante d'un Marshall en pleine déprime, nos deux héros vivent leur bonheur sans modération. Il y a cependant quelques petits nuages liés au caractère trop renfermé de la journaliste qui ne porte par exemple aucun intérêt au travail de son ami. Et pourtant, Ted connaît un succès professionnel inespéré : profitant de la médiocrité de son chef, il parvient à le remplacer et à lancer son tout premier projet d'architecture. Lorsque Robin croit par erreur que Ted la trompe, elle finit par réaliser qu'elle devrait accorder plus d'intérêt à son travail si elle ne veut pas le perdre.
- Deuxième partie : Quatre et un (épisodes 8 à 18) :

Commence alors une période pendant laquelle nos héros forment deux couples, Barney étant l'unique célibataire de la bande. Ceci ne déstabilise pourtant pas l'hallucinant dragueur qui profite de sa liberté comme à son habitude. Pour s'amuser encore davantage, il n'hésite pas à courir le marathon de New York et à engager Lily pour le peindre nu.
Lily et Marshall, après s'être réconciliés, veulent dans un premier temps opter pour un mariage éclair à Atlantic City, mais ils renoncent. Malgré la renaissance de leur couple, les événements de l'été continuent à peser sur le groupe, spécialement à Noël où une dispute entre Lily et Ted met en danger la fête prévue.
De son côté, Ted rencontre quelques difficultés professionnelles lorsqu'il est chargé de licencier son ancien patron. Mais le jeune homme se concentre avant tout sur sa relation avec Robin qui connaît quelques accrochages dont le plus sérieux est l'échec de leur projet d'emménager ensemble dans l'appartement de la journaliste. Malgré cela, la jolie Canadienne s'ouvre progressivement à son ami qui arrive même à découvrir qu'étant adolescente elle a connu une brève carrière de chanteuse. Cet épisode donne d'ailleurs lieu à un pari mémorable entre Marshall et Barney lors duquel le jeune avocat obtient le droit d'asséner à son ami cinq claques quand il lui plaira. La première est donnée immédiatement, la deuxième à l'occasion de la pièce de théâtre de Lily.
- Troisième partie : Le mariage (épisodes 19 à 22) :

Au printemps 2007, les préparations du mariage de Lily et Marshall deviennent de plus en plus sérieuses. Marshall souhaite avoir une enterrement de vie de garçon tranquille avec ses amis, mais Barney ne renonce pas à engager une danseuse pour l'occasion. La malheureuse finit la soirée à l'hôpital, ce qui ne suffit pas à déstabiliser Barney pourtant responsable de ce chaos. Persuadé que le présentateur vedette du Juste Prix, Bob Barker, est son père, Barney participe à son émission mais renonce finalement à révéler sa très improbable filiation. Son passage à la télé lui permet cependant de gagner une multitude de cadeaux pour le prochain mariage.
Celui-ci a finalement lieu, mais rien ne se passe comme prévu : la musicienne est enceinte, il n'y a pas de fleurs, l'ancien petit ami de Lily s'invite et Marshall, paniqué, se rase une partie de la tête. Malgré le soutien de Robin, Lily est sur le point de craquer lorsque les amis décident de célébrer l'union à eux cinq, dans le jardin de la maison louée pour la cérémonie. À cette occasion, Barney officie comme agent d'état-civil.
Mais la soirée ne s'arrête pas là. Une fois leurs amis mariés, Ted et Robin finissent par avouer à Barney qu'ils ont rompu. Malgré leur amour, leur couple n'avait pas d'avenir en raison de leurs aspirations trop différentes dans la vie. Même s'il est réellement triste pour son pote, Barney voit là une très belle occasion : après un an en couple, Ted est enfin de nouveau disponible pour être son copilote.

## Épisodes

### Épisode 1:Un nouveau tournant
- États-Unis : 18 septembre 2006 (CBS)
- France : 3 décembre 2007 (Canal+)

- George Clinton : lui-même
- Gilbert John : Joey Adalian

### Épisode 2:La drague selon Barney
- États-Unis : 25 septembre 2006 (CBS)
- France : 4 décembre 2007 (Canal+)

- Nicole Garza : Jenny
- Natalie Garza : Jessie
- Sundeep Ahuja : Dan
- Lara Boyd Rhodes : Amy

### Épisode 3:Le brunch
Pour les articles homonymes, voir Brunch (homonymie).
- États-Unis : 2 octobre 2006 (CBS)
- France : 5 décembre 2007 (Canal+)

- Cristine Rose : Virginia Mosby
- Michael Gross : Alfred Mosby
- Charlene Amoia : Wendy

### Épisode 4:Ted Mosby, architecte
- États-Unis : 9 octobre 2006 (CBS)
- France : 6 décembre 2007 (Canal+)

- Joe Manganiello : Brad
- Dawn Olivieri : Anna
- Aisha Kabia : Kara

### Épisode 5:Assortiment de couples
- États-Unis : 16 octobre 2006 (CBS)
- France : aurait dû être diffusé le 7 décembre 2007, mais finalement diffusé le 10 décembre. (Canal+)

- Aisha Kabia : Kara
- Valerie Azlynn : Dawn
- Joe Manganiello : Brad
- Josh Wingate : Richard Whartonike

### Épisode 6:Leçon de justice
- États-Unis : 23 octobre 2006 (CBS)
- France : 7 décembre à la place de l'épisode 5 (Canal+)

- Jane Seymour : Prof. Lewis
- Bryan Cranston : Hammond Druthers

### Épisode 7:Un chaperon inattendu
- États-Unis : 6 novembre 2006 (CBS)
- France : 11 décembre 2007 (Canal+)

- Joe Nieves : Carl
- Charlene Amoia : Wendy
- Tom Lenk : Scott
- Morena Baccarin : Chloe

### Épisode 8:Atlantic City
Pour les articles homonymes, voir Atlantic City (homonymie).
- États-Unis : 13 novembre 2006 (CBS)
- France : 12 décembre 2007 (Canal+)

- Richard Gant : le juge
- Kate Micucci : officier de l'état civil
- Patricia Belcher : réceptionniste pour l'église
- Todd Stashwick : Steve

### Épisode 9:Pari frappé
- États-Unis : 20 novembre 2006 (CBS)
- France : 13 décembre 2007 (Canal+)

- Candace Kroslak : 1re fille
- Rachel Specter : 2e fille
- Courtney Abbiati : 3e fille

### Épisode 10:Faux frères
- États-Unis : 27 novembre 2006 (CBS)
- France : 14 décembre 2007 (Canal+)

- Wayne Brady : James Stinson
- Lombardo Boyar : Scotty
- Jamsin Yang : Le gars
- Megan Mullally : Voix de Mme Stinson.

### Épisode 11:La vengeance de Lily
- États-Unis : 11 décembre 2006 (CBS)
- France : 18 décembre 2007 (diffusé après l'épisode 12) (Canal+)

- Harry Groener : Clint
- Cristine Rose : Virginia Mosby
- Michael Gross : Alfred Mosby
- Moon Unit Zappa : Stacy

### Épisode 12:Mémorables premières fois
- États-Unis : 8 janvier 2007 (CBS)
- France:  17 décembre 2007 (diffusé avant l'épisode 11) (Canal+)

- Lucy Hale : Katie Scherbatsky
- Ryan Pinkston : Ryan
- Brian Kubach : Brian

### Épisode 13:En chair et en nu
- États-Unis : 22 janvier 2007 (CBS)
- France: 20 décembre 2007 (Canal+)

- Joe Nieves : Carl
- Ewan Chung : Carol
- Bryan Cranston : Hammond Druthers

### Épisode 14:La fièvre du Super Bowl
- États-Unis : 5 février 2007 (CBS)
- France: 19 décembre 2007 (Canal+)

- Joe Nieves : Carl
- Emmitt Smith : lui-même
- Nicholas Roget-King : Doug

### Épisode 15:Trop de si
- États-Unis : 12 février 2007 (CBS)
- France : 21 décembre 2007 (Canal+)

- Meredith Scott Lynn : Phyllis
- Gabrielle Allan : la femme enceinte
- Kelly Perine : Fred

### Épisode 16:Des ex trop présents
- États-Unis : 19 février 2007 (CBS)
- France : 7 janvier 2008 (Canal+)

- Taylor Hoover : Jeannie Redford
- Diana Gettinger : Alison Moses
- Ashli Ford : Lauren Stein

### Épisode 17:Passer le cap
- États-Unis : 26 février 2007 (CBS)
- France : 8 janvier 2008 (Canal+)

- Robert Michale Ryan : Marvin Eriksen Jr
- Ned Rolsma : Marcus Eriksen
- Jonathan Browning : le mécano

### Épisode 18:Difficiles concessions
- États-Unis : 19 mars 2007 (CBS)

- Rachelle Lefèvre : Sarah
- Jessica Barth : jolie fille

### Épisode 19:L'enterrement de vie de garçon
- États-Unis : 9 avril 2007 (CBS)

- Corie Vickers : cousine Margaret
- Patricia Place : tante Florence
- K Callan : Mamie Lois ( grand mère de Lilly )
- Matt Boren : Stuart
- Joe Manganiello : Brad
- Meagen Fay : Janice

### Épisode 20:Le Juste Discours
- États-Unis :  30 avril 2007 (CBS)

- Charlene Amoia : Wendy
- Bonnie Joyce Johnson : Claire
- Bob Barker : lui-même

### Épisode 21:Mariages
- États-Unis :  7 mai 2007 (CBS)

- Joe Manganiello : Brad
- David Burtka : Scooter
- Meagen Fay : Janice
- Candice Accola : Amy

### Épisode 22:Les poupées russes
- États-Unis : 14 mai 2007 (CBS)

- Scarlett Lam : Lucille
- Marshall Manesh : Ranjit
- Mark Cirillo : le garçon